# Chamaecrista grantii
Chamaecrista grantii là một loài thực vật có hoa trong họ Đậu. Loài này được (Oliv.) Standl. miêu tả khoa học đầu tiên.